# 黄毓礼
黄毓礼（1933年1月27日—2020年6月24日），女，天津人。中国材料科学家，北京化工大学教授。长期从事感光材料、精细化工等领域的教学与研究工作。

## 生平
1951年入南开大学化工系学习。1953年赴苏联留学。1957年毕业于莫斯科精细化工学院高分子系，在大连工学院高分子教研室工作。1963年2月，转到北京化工学院高分子教研室任教。从事高分子材料、感光材料的教学和科研工作。1993年被国务院学位委员会批准为博士生导师。
1984年10月6日，获化学工业部授予的劳动模范荣誉称号，奖励二千元人民币，并晋升两级工资。曾任中国感光学会第五届理事会副理事长，第一至六届理事会理事、常务理事。第七届理事会荣誉理事。
2003年9月退休。2020年6月24日下午13时06分（温哥华时间）在加拿大家中睡梦中离世，享年87岁。

## 出版物
- (英)罗菲. . 由黄毓礼等翻译. 北京: 科学技术文献出版社. 1990. ISBN 7-5023-0939-X.